# Beatrice Bergner
Beatrice Bergner (* 1966 in Ost-Berlin) ist eine deutsche Schauspielerin.

## Leben
Beatrice Bergner, die Tochter der Modedesignerin Hildegard Bergner und des Innenarchitekten Peter Bergner, absolvierte nach dem Abitur von 1985 bis 1989 ihr Schauspielstudium an der Hochschule für Schauspielkunst „Ernst Busch“ in Berlin, das sie mit dem Schauspieldiplom und der Bühnenreifeprüfung beendete. Während ihrer Ausbildung gastierte sie bereits als Louison in Horst Bonnets Inszenierung Der eingebildete Kranke an der Volksbühne am Rosa-Luxemburg-Platz. Ab 1990 folgten Engagements an verschiedenen Berliner Bühnen (Berliner Ensemble, Renaissance-Theater, Maxim-Gorki-Theater), wo sie u. a. mit Jochen Ziller, Albert Hetterle und Gerhard Klingenberg arbeitete. Am Berliner Ensemble spielte sie die Titelrolle Carmen Kittel in dem gleichnamigen Stück von Georg Seidel. 1991 gastierte sie an der Komödie Winterhuder Fährhaus in Hamburg, wo sie in Bob Larbeys Stück Schon wieder Sonntag an der Seite von Harald Juhnke spielte. 1992 spielte sie am Renaissance-Theater die Titelrolle in Die heilige Johanna von George Bernard Shaw. 1994 war sie dort als Sara Melody in Fast ein Poet von Eugene O’Neill zu sehen.
Außerdem arbeitete Bergner für Film und Fernsehen und als Synchronsprecherin. Nach ihrem Fernsehdebüt 1989 als Prinzessin Tausendschön in dem Märchenfilm Der Tölpelhans folgten Anfang der 1990er weitere Film- und Fernsehproduktionen, wie z. B. Pause für Wanzka, Die letzte Nacht zum Fürchten, Der Eckladen und Polizeiruf 110. 1991 spielte sie unter der Regie von Ulrich Thein in der DFF-Serie Agentur Herz eine durchgehende Rolle. Danach war sie in verschiedenen Gastrollen in Serien wie Für alle Fälle Stefanie, Praxis Bülowbogen, Harry & Sunny und Sylter Geschichten zu sehen. 1994/95 spielte sie in der RTL-Serie Die Wache in einer durchgehenden Rolle die Polizeimeisterin Judith Arend und 1997 in der ZDF-Serie So ein Zirkus an der Seite von Walter Plathe die Artistin Iris Jacobi.
Von 1999 bis 2006 absolvierte Bergner einen Studien- und Arbeitsaufenthalt in Großbritannien, wo sie u. a. am Shakespeare’s Globe Theatre in London und an der Bournemouth University tätig war. 2007 kam sie wieder nach Berlin, wo sie dann zunächst beim Condé Nast-Verlag und am British Council arbeitete. 2014 nahm sie ihre Tätigkeit als Schauspielerin wieder auf und arbeitet seither als freiberufliche Schauspielerin für Theater, Film und Fernsehen. So wirkte Bergner gastweise in Fernsehserien wie Tina Mobil, Notruf Hafenkante, SOKO Wismar, Fritzie – Der Himmel muss warten, Da kommt Kalle, Alphateam – Die Lebensretter im OP und TV-Reihen wie Der Usedom-Krimi mit. 2017 spielte sie im Monbijou-Theater in Berlin-Mitte in einer Faust-Adaption von Maurici Farré fünf Rollen: Marthe Schwerdtlein, die Herzogin von Monbijou, den Schüler, die Hexe und die Kultursekretärin. 2023/24 war sie am Schlosspark-Theater in Berlin als Mitarbeiterin für Presse- und Öffentlichkeitsarbeit und im Künstlerischen Betriebsbüro tätig.
In der deutsch-dänischen Dramaserie Die Affäre Cum-Ex (2025) war sie in einer durchgehenden Nebenrolle als Else Lebert, die Mutter des ehrgeizigen und ambitionierten jungen Anwalts Sven Lebert (Nils Strunk), zu sehen. Im Ostfriesen-Krimi Ostfriesenhölle (2025) spielte sie Gesine Peters, die persönliche Assistentin und Vertraute des niedersächsischen Innenministers Thomas Claudius (Bernhard Schütz).
Beatrice Bergner ist Mitglied im Bundesverband Schauspiel. Sie lebt in Berlin.

## Filmografie (Auswahl)
- 1989: Der Tölpelhans (Fernsehfilm)
- 1990: Pause für Wanzka
- 1990: Polizeiruf 110: Das Duell (Fernsehreihe)
- 1990: Die letzte Nacht zum Fürchten (Fernsehfilm)
- 1991: Mit Herz und Robe (Fernsehserie, 1 Folge)
- 1991: Der Eckladen (Fernsehreihe, 3 Folgen)
- 1991–1992: Agentur Herz (Fernsehserie, 26 Folgen)
- 1993: Harry und Sunny (Fernsehserie, 1 Folge)
- 1993: Sylter Geschichten: Der Aufmacher (Fernsehserie, 1 Folge)
- 1994–1995: Die Wache (Fernsehserie, 36 Folgen)
- 1996: Für alle Fälle Stefanie: Geliebte Freundin (Fernsehserie, eine Folge)
- 1996: Praxis Bülowbogen: Fahrerflucht (Fernsehserie, 1 Folge)
- 1997: So ein Zirkus (Fernsehserie, 12 Folgen)
- 1999: Rosamunde Pilcher: Möwen im Wind (Fernsehreihe)
- 2004: Alphateam – Die Lebensretter im OP: Spurlos (Fernsehserie, eine Folge)
- 2007: Notruf Hafenkante (Fernsehserie, 1 Folge)
- 2008: Da kommt Kalle: Werbestar Kalle (Fernsehserie, eine Folge)
- 2015: Die vierte Gewalt (Fernsehfilm)
- 2018: Gestern wie heute (Kurzfilm)
- 2019: Die Grenze
- 2019: Deutschlands große Clans – Die JOOP-Story (Doku-Drama)
- 2020: Der Usedom-Krimi: Schmerzgrenze (Fernsehreihe)
- 2020: Tina Mobil: Elisabeth (Fernsehserie, eine Folge)
- 2020: Fritzie – Der Himmel muss warten (Fernsehserie, eine Folge)
- 2021: SOKO Wismar: Lars sieht rot (Fernsehserie, eine Folge)
- 2025: Die Affäre Cum-Ex (Fernsehserie, vier Folgen)
- 2025: Ostfriesen-Krimi: Ostfriesenhölle (Fernsehreihe)